# 1976年の野球
1976年の野球（1976ねんのやきゅう）では、1976年の野球界における動向をまとめる。

## 競技結果

### 日本プロ野球

#### ペナントレース

##### セ・リーグ
| 順位 | 球団               | 勝 | 敗 | 分 | 勝率 | 差   |
| 1位  | 読売ジャイアンツ   | 76 | 45 | 9  | .628 | 優勝 |
| 2位  | 阪神タイガース     | 72 | 45 | 13 | .615 | 2.0  |
| 3位  | 広島東洋カープ     | 61 | 58 | 11 | .513 | 14.0 |
| 4位  | 中日ドラゴンズ     | 54 | 66 | 10 | .450 | 21.5 |
| 5位  | ヤクルトスワローズ | 52 | 68 | 10 | .433 | 23.5 |
| 6位  | 大洋ホエールズ     | 45 | 78 | 7  | .366 | 32.0 |

##### パ・リーグ
| 順位 | 球団                   | 勝 | 敗 | 分 | 勝率 | 差   |
| 1位  | 阪急ブレーブス         | 42 | 21 | 2  | .667 | 優勝 |
| 2位  | 南海ホークス           | 35 | 29 | 1  | .547 | 7.5  |
| 3位  | ロッテオリオンズ       | 29 | 28 | 8  | .509 | 10.0 |
| 4位  | 日本ハムファイターズ   | 26 | 31 | 8  | .456 | 13.0 |
| 5位  | 近鉄バファローズ       | 27 | 35 | 3  | .435 | 14.5 |
| 6位  | 太平洋クラブライオンズ | 21 | 36 | 8  | .368 | 18.0 |

| 順位 | 球団                   | 勝 | 敗 | 分 | 勝率 | 差   |
| 1位  | 阪急ブレーブス         | 37 | 24 | 4  | .607 | 優勝 |
| 2位  | 南海ホークス           | 36 | 27 | 2  | .571 | 2.0  |
| 3位  | ロッテオリオンズ       | 34 | 28 | 3  | .548 | 3.5  |
| 4位  | 近鉄バファローズ       | 30 | 31 | 4  | .492 | 7.0  |
| 5位  | 日本ハムファイターズ   | 26 | 36 | 3  | .419 | 11.5 |
| 6位  | 太平洋クラブライオンズ | 23 | 40 | 2  | .365 | 15.0 |

| 順位 | 球団                   | 勝 | 敗 | 分 | 勝率 | 差   |
| 1位  | 阪急ブレーブス         | 79 | 45 | 6  | .637 | 優勝 |
| 2位  | 南海ホークス           | 71 | 56 | 3  | .559 | 9.5  |
| 3位  | ロッテオリオンズ       | 63 | 56 | 11 | .529 | 13.5 |
| 4位  | 近鉄バファローズ       | 57 | 66 | 7  | .463 | 21.5 |
| 5位  | 日本ハムファイターズ   | 52 | 67 | 11 | .437 | 24.5 |
| 6位  | 太平洋クラブライオンズ | 44 | 76 | 10 | .367 | 33.0 |

*阪急が前後期完全優勝したため、プレーオフは行わずそのまま年間優勝

#### 日本シリーズ
| 日付                                 | 試合   | ビジター球団（先攻） | スコア   | ホーム球団（後攻） | 開催球場     |
| ------------------------------------ | ------ | -------------------- | -------- | ------------------ | ------------ |
| 10月23日（土）                       | 第1戦  | 阪急ブレーブス       | 6 - 4    | 読売ジャイアンツ   | 後楽園球場   |
| 10月24日（日）                       | 第2戦  | 雨天中止             | 雨天中止 | 雨天中止           | 後楽園球場   |
| 10月25日（月）                       | 第2戦  | 阪急ブレーブス       | 5 - 4    | 読売ジャイアンツ   | 後楽園球場   |
| 10月26日（火）                       | 移動日 | 移動日               | 移動日   | 移動日             | 移動日       |
| 10月27日（水）                       | 第3戦  | 読売ジャイアンツ     | 3 - 10   | 阪急ブレーブス     | 阪急西宮球場 |
| 10月28日（木）                       | 第4戦  | 雨天中止             | 雨天中止 | 雨天中止           | 阪急西宮球場 |
| 10月29日（金）                       | 第4戦  | 読売ジャイアンツ     | 4 - 2    | 阪急ブレーブス     | 阪急西宮球場 |
| 10月30日（土）                       | 第5戦  | 読売ジャイアンツ     | 5 - 3    | 阪急ブレーブス     | 阪急西宮球場 |
| 10月31日（日）                       | 移動日 | 移動日               | 移動日   | 移動日             | 移動日       |
| 11月1日（月）                        | 第6戦  | 阪急ブレーブス       | 7 - 8    | 読売ジャイアンツ   | 後楽園球場   |
| 11月2日（火）                        | 第7戦  | 阪急ブレーブス       | 4 - 2    | 読売ジャイアンツ   | 後楽園球場   |
| 優勝：阪急ブレーブス（2年連続2回目） |        |                      |          |                    |              |

#### 個人タイトル
|                                       | セントラル・リーグ | セントラル・リーグ | セントラル・リーグ | パシフィック・リーグ | パシフィック・リーグ | パシフィック・リーグ |
| タイトル                              | 選手               | 球団               | 成績               | 選手                 | 球団                 | 成績                 |
| ------------------------------------- | ------------------ | ------------------ | ------------------ | -------------------- | -------------------- | -------------------- |
| 最優秀選手                            | 王貞治             | 巨人               |                    | 山田久志             | 阪急                 |                      |
| 最優秀新人                            | 田尾安志           | 中日               |                    | 藤田学               | 南海                 |                      |
| 最優秀投手                            | 池谷公二郎         | 広島               |                    |                      |                      |                      |
| 沢村栄治賞                            | 池谷公二郎         | 広島               |                    |                      |                      |                      |
| 首位打者                              | 谷沢健一           | 中日               | .355               | 吉岡悟               | 太平洋               | .309                 |
| 最多本塁打                            | 王貞治             | 巨人               | 49本               | C.ジョーンズ         | 近鉄                 | 36本                 |
| 最多打点                              | 王貞治             | 巨人               | 123打点            | 加藤秀司             | 阪急                 | 82打点               |
| 最多盗塁                              | 衣笠祥雄           | 広島               | 31盗塁             | 福本豊               | 阪急                 | 62盗塁               |
| 最多安打                              | 張本勲             | 巨人               | 182安打            | 藤原満               | 南海                 | 159安打              |
| 最多出塁数(セ) 最高出塁率(パ)         | 王貞治             | 巨人               | 257出塁            | 加藤秀司             | 阪急                 | .383                 |
| 最優秀防御率                          | 鈴木孝政           | 中日               | 2.98               | 村田兆治             | ロッテ               | 1.82                 |
| 最多勝利                              | 池谷公二郎         | 広島               | 20勝               | 山田久志             | 阪急                 | 26勝                 |
| 最多奪三振                            | 池谷公二郎         | 広島               | 207奪三振          | 村田兆治             | ロッテ               | 202奪三振            |
| 最高勝率                              | 加藤初             | 巨人               | .789               | 山田久志             | 阪急                 | .788                 |
| 最優秀救援投手(セ) 最多セーブ投手(パ) | 鈴木孝政           | 中日               | 32SP               | 佐藤道郎             | 南海                 | 16S                  |

#### ベストナイン
|          | セントラル・リーグ | セントラル・リーグ | パシフィック・リーグ | パシフィック・リーグ |
| 守備位置 | 選手               | 球団               | 選手                 | 球団                 |
| -------- | ------------------ | ------------------ | -------------------- | -------------------- |
| 投手     | 池谷公二郎         | 広島               | 山田久志             | 阪急                 |
| 捕手     | 田淵幸一           | 阪神               | 野村克也             | 南海                 |
| 一塁手   | 王貞治             | 巨人               | 加藤秀司             | 阪急                 |
| 二塁手   | D.ジョンソン       | 巨人               | 吉岡悟               | 太平洋               |
| 三塁手   | 掛布雅之           | 阪神               | 藤原満               | 南海                 |
| 遊撃手   | 三村敏之           | 広島               | 大橋穣               | 阪急                 |
| 外野手   | 張本勲             | 巨人               | 門田博光             | 南海                 |
| 外野手   | 谷沢健一           | 中日               | 弘田澄男             | ロッテ               |
| 外野手   | 若松勉             | ヤクルト           | 福本豊               | 阪急                 |
| 指名打者 |                    |                    | 大田卓司             | 太平洋               |

#### ダイヤモンドグラブ賞
|          | セントラル・リーグ | セントラル・リーグ | パシフィック・リーグ | パシフィック・リーグ |
| 守備位置 | 選手               | 球団               | 選手                 | 球団                 |
| -------- | ------------------ | ------------------ | -------------------- | -------------------- |
| 投手     | 堀内恒夫           | 巨人               | 足立光宏             | 阪急                 |
| 捕手     | 大矢明彦           | ヤクルト           | 有田修三             | 近鉄                 |
| 一塁手   | 王貞治             | 巨人               | 加藤秀司             | 阪急                 |
| 二塁手   | D.ジョンソン       | 巨人               | B.マルカーノ         | 阪急                 |
| 三塁手   | 高田繁             | 巨人               | 藤原満               | 南海                 |
| 遊撃手   | 山下大輔           | 大洋               | 大橋穣               | 阪急                 |
| 外野手   | 池辺巌             | 阪神               | B.ウイリアムス       | 阪急                 |
| 外野手   | 柴田勲             | 巨人               | 弘田澄男             | ロッテ               |
| 外野手   | 山本浩二           | 広島               | 福本豊               | 阪急                 |

### 高校野球
- 第48回選抜高等学校野球大会優勝：崇徳（広島県）
- 第58回全国高等学校野球選手権大会優勝：桜美林（東京都〈西東京〉）

### 大学野球
- 第25回全日本大学野球選手権大会優勝：東海大
- 第7回明治神宮野球大会優勝：法政大

- 東京六大学野球連盟優勝 春：法政大、秋：法政大
- 東都大学野球連盟優勝 春：駒澤大、秋：東洋大
- 関西大学野球連合優勝 春：大阪商業大、秋：近畿大

### 社会人野球
- 第47回都市対抗野球大会優勝：日本鋼管
- 第3回社会人野球日本選手権大会優勝：新日鐵名古屋

### メジャーリーグ
- ワールドシリーズ
シンシナティ・レッズ（ナ・リーグ） （4戦全勝） ニューヨーク・ヤンキース（ア・リーグ）

## できごと

### 1月
- 1月10日 - 太平洋クラブライオンズは新監督として大リーグの元監督のレオ・ドローチャーと正式に契約を結んだと発表[3]。
- 1月11日 - ロッテオリオンズは太平洋を退団した江藤慎一に対して獲得を申し出、江藤もこれを了承、入団が決まる。
- 1月23日
  - 阪神タイガースは江夏豊を大阪市北区の球団事務所に呼び、南海ホークスへ江本孟紀を含む3選手とトレードすると通告[4]。
  - 野球殿堂に入る競技者を決める野球体育体育館競技者表彰委員会は、1976年度の表彰者として中上英雄を選出したと発表[5]。
- 1月28日 - 南海と阪神は江夏豊・望月充と江本孟紀・島野育夫・池内豊・長谷川勉のトレードを正式発表[6]。

### 3月
- 3月15日 - 太平洋は17時より福岡市のホテル・リッチにて監督のレオ・ドローチャーに対し契約解除を通告し、後任としてヘッドコーチの鬼頭政一を昇格したと発表。ドローチャーが肝炎を患い球団に対して「あと5週間待ってほしい」と申し入れたが、球団は5週間も待てないとして契約解除に踏み切る[7]
- 3月27日 - 第48回選抜高等学校野球大会が阪神甲子園球場で開幕。

### 4月
- 4月3日
  - プロ野球の公式戦がセントラル・リーグ、パシフィック・リーグ同時に開幕[8]。
  - 西宮球場での阪急ブレーブス対近鉄バファローズ1回戦で、阪急が二回裏に9連続安打のパ・リーグ新記録。先頭打者のバーニー・ウイリアムスの安打以降、一四球を挟みウィリアムスがこの回2打席目に二塁打を打つまで9連続長短打を記録[9]。
- 4月6日 - 第48回選抜高等学校野球大会の決勝戦が阪神甲子園球場にて13時より行われ、崇徳が5-0で小山を破り初優勝[10]。
- 4月14日
  - ヤクルトスワローズの松岡弘が神宮球場での対大洋ホエールズ1回戦で二回表に江尻亮から三振を奪いプロ通算1000奪三振を達成[11]。
  - ロッテの三井雅晴が後楽園球場での対近鉄1回戦に先発し、近鉄を五回まで無安打無得点に抑えたが、六回表にコールドゲームとなったため参考記録に[12]。
- 4月15日 - 読売ジャイアンツの末次利光が甲子園球場での対阪神2回戦の1回表に1号2点本塁打、5回表に2号2点本塁打を放ち、プロ通算100本塁打を達成[13]。
- 4月17日
  - 広島市民球場での広島対巨人5回戦で、巨人が広島に2-0で勝利し、1950年以降のセ・リーグでの公式戦で通算2000勝を達成[14]。
  - ロッテの得津高宏が宮城球場での対太平洋4回戦で、一回裏に単打、三回裏に二塁打、四回裏に三塁打、六回裏に三塁打、八回裏に1号本塁打を放ち、サイクル安打を達成[15]。
- 4月18日 - 巨人の加藤初が広島市民球場での対広島6回戦に先発登板し、ノーヒットノーランを達成[16][17]。
- 4月22日 - 太平洋の藤井栄治が平和台球場での対日本ハムファイターズ3回戦の10回裏に代打で出場し、プロ通算1500試合出場を達成[18]。
- 4月29日 - 日本ハムの行沢久隆が後楽園球場での対近鉄3回戦の八回裏に満塁本塁打を放つが、1塁を回ったところで1塁走者の服部敏和を追い越し、本塁打を取り消される[19]。

### 5月
- 5月3日 - 中日ドラゴンズの木俣達彦がナゴヤ球場での対ヤクルト6回戦の三回裏に4号本塁打を放ち、プロ通算200本塁打を達成[20]。
- 5月7日 - 広島の山本浩二が川崎球場での対大洋5回戦の7回表に4号2点本塁打を放ち、プロ通算150本塁打を達成。史上41人目[21]。
- 5月11日 - 阪急の戸田善紀が大阪球場での対南海4回戦に先発登板し、ノーヒットノーランを達成[22]。
- 5月13日 - ヤクルトは監督の荒川博が当面の間休養しヘッドコーチの広岡達朗が代理監督を務めると球団社長の佐藤邦雄が発表[23]。
- 5月22日 - ロッテの成田文男が後楽園球場での対阪急7回戦の二回表に中沢伸二から三振を奪い、プロ通算1500奪三振を達成[24]。
- 5月30日 - 巨人の王貞治が後楽園球場での対大洋12回戦の七回裏一死一、三塁の場面で敬遠され、プロ野球史上初の通算2000四死球を達成[25]。

### 6月
- 6月1日 - 阪急の森本潔が日生球場での対近鉄9回戦の二回表に鈴木啓示から内野安打を放ち、プロ通算1000安打を達成[26]。
- 6月2日 - 大洋の松原誠が川崎球場での対阪神7回戦の五、八回裏に本塁打、この日の対阪神8回戦の二回裏に13号本塁打、四回裏に14号本塁打を放ちプロ野球タイ記録となる4打席連続本塁打を達成[27]。
- 6月3日 - 太平洋の土井正博が後楽園球場での対日本ハム9回戦の五回表に11号本塁打を放ち、プロ通算350本塁打を達成[28]。
- 6月7日 - ヤクルトは休養中の監督の荒川博の退団を正式に発表[29]。
- 6月8日
  - 巨人の末次利光が後楽園球場での対阪神6回戦の九回裏二死満塁の場面で、山本和行から日本プロ野球史上10人目の逆転サヨナラ満塁本塁打を放つ[30]。
  - 阪急の山田久志が平和台球場での対太平洋9回戦に先発登板して10勝目を挙げ、プロ通算100勝を達成[31]。
- 6月10日 - 巨人の張本勲が後楽園球場での対阪神8回戦の五回裏に中前安打を放ち、プロ通算2500安打を達成[32]。
- 6月17日
  - ヤクルトは球団社長の佐藤邦雄が甲子園球場でのプレスルームにて17時より記者会見し、広岡達朗が監督に正式に就任したと発表[33]。
  - 日本ハム対阪急12回戦が後楽園球場にて行われ、五回裏一死の場面で阪急の投手の竹村一義が日本ハムの上垣内誠に死球を与え、日本ハムの監督の大沢啓二がこれに怒って竹村に暴力行為を働き、またウォルター・ウィリアムスも竹村に体当たりして押し倒し、大沢、ウィリアムスの両者が退場処分を受ける[34]。
- 6月18日
  - 巨人の張本勲が甲子園球場での対阪神9回戦の一回表に8号2点本塁打を放ち、セ・リーグ新記録の28試合連続安打を達成[35]。
  - パ・リーグ会長の岡野祐は、17日の試合で暴力行為で退場処分を受けた日本ハムの監督の大沢啓二と選手のウォルター・ウィリアムスに対しそれぞれ7日間の出場停止処分と制裁金5万円の裁定を下したと発表[36]。
- 6月24日 - 阪急対ロッテ11回戦が西宮球場にて行われ、阪急がロッテに8-0と勝利し、パ・リーグの前期優勝を達成[37]。

### 7月
- 7月2日 - 巨人の王貞治がナゴヤ球場での対中日14回戦の九回表に30号2点本塁打を放ち、15年連続30本塁打を達成[38]。
- 7月7日 - 広島の衣笠祥雄が札幌市円山球場での対巨人16回戦で1回表に本塁打、3回表に単打、5回表に二塁打、6回表に三塁打を放ち、サイクル安打を達成[39]。
- 7月9日 - ヤクルトの若松勉が神宮球場での対中日15回戦でサイクル安打を達成[40]。
- 7月11日 - 大洋の松原誠が広島市民球場での対広島12回戦で2安打し、プロ通算1500安打を達成[41]。
- 7月16日 - 12球団のオーナー、代表合同会議が東京・芝の東京グランドホテルで12時より開かれ、満場一致で金子鋭をコミッショナーに推挙し、金子のコミッショナー就任が正式に決まる[42]。
- 7月23日 - 巨人の王貞治が川崎球場での対大洋戦16回戦の八回表に鵜沢達雄から33号本塁打を放ち、プロ通算700本塁打を達成[43]。
- 7月25日 - 南海の池之上格が大阪球場での対近鉄後期6回戦の九回表に11失点を喫する[44]。

### 8月
- 8月1日 - 第47回都市対抗野球大会の決勝戦が18時半から後楽園球場で行われ、川崎市の日本鋼管が札幌市の北海道拓殖銀行を1-0で下し大会優勝[45]。
- 8月7日 - 阪神対中日の19回戦が岡山県野球場で行われ、阪神が中日に4-7と敗れ、球団新記録の9連敗となる[46]。
- 8月9日 - 第58回全国高等学校野球選手権大会が阪神甲子園球場で開幕。
- 8月10日 - 中日の大島康徳がナゴヤ球場での対ヤクルト16回戦の六回裏に代打で出場して10号本塁打を放ち、日本プロ野球新記録のシーズン代打7本塁打を達成[47]。
- 8月11日 - 広島の三村敏之が川崎球場での対大洋18回戦で、四回表に18号本塁打、九回表に19号本塁打を放ち、プロ通算100本塁打を達成[48]。
- 8月17日
  - 巨人の堀内恒夫が広島市民球場での対広島20回戦の六回裏に水沼四郎から三振を奪い、プロ通算1500奪三振を達成[49]。
  - 大洋の松原誠がナゴヤ球場での対中日19回戦の四回表に27号本塁打を放ち、プロ通算250本塁打を達成[50]。
- 8月21日 - 第58回全国高等学校野球選手権大会の決勝戦が阪神甲子園球場で行われ、西東京代表の桜美林高校が大阪府代表のPL学園を4-3で破り初優勝[51]。
- 8月22日 - 南海対太平洋の後期8回戦で南海が4-3と勝利し、パ・リーグ初の球団通算2500勝を達成[52]。
- 8月24日 - 南海の野村克也が西宮球場での対阪急後期6回戦の七回表に足立光宏から左前安打を放ち、プロ野球史上初めて通算5000塁打を達成[53]。
- 8月28日 - 広島の衣笠祥雄が川崎球場での対大洋20回戦の一回表に14号本塁打を放ち、プロ通算200本塁打を達成[54]。

### 9月
- 9月5日 - 日本ハムの坂井勝二が平和台球場での対太平洋後期9回戦の六回から登板し、プロ通算600試合登板を達成[55]。
- 9月14日 - 阪神の田淵幸一が後楽園球場での対巨人19回戦の一回表に30号3点本塁打を放ち、プロ通算250本塁打を達成[56]。
- 9月19日
  - 中日が後楽園での対巨人23回戦に4対8で敗れ、この年の後楽園で0勝12敗1分けに終わる[57]。
  - 甲子園球場での阪神対広島のダブルヘッダー第一試合の20回戦で、阪神が一試合9本塁打のセ・リーグタイ記録。
- 9月30日 - 阪急が南海を5-2で破り、後期優勝を決める。阪急は前期も優勝しており、プレーオフ制後で初めて前後期制覇したためパリーグ優勝を決める[58]。

### 10月
- 10月5日 - 広島の山本浩二が広島市民球場での対阪神25回戦に4番・中堅で出場し、プロ通算1000試合出場を達成[59]。
- 10月6日 - 太平洋の白仁天が大阪球場での対南海後期13回戦に出場し、プロ通算1500試合出場を達成[60]。
- 10月11日 - 巨人の王貞治が後楽園球場での対阪神23回戦の八回裏に山本和行から48号2点本塁打を打ち、ベーブ・ルースの記録を更新する通算715本塁打[61]。
- 10月12日
  - 太平洋はオーナーの中村長芳が福岡市内の西鉄グランドホテルで記者会見し、クラウンガスライターと業務提携し、来シーズンから球団名を「クラウンライター・ライオンズ」とすることを発表[62]。
  - 巨人の淡口憲治が後楽園球場での対阪神24回戦の四回裏に安仁屋宗八から10号満塁本塁打を放ち、プロ野球通算700満塁本塁打を放つ[63]。
- 10月16日 - 広島対巨人26回戦が広島市民球場で行われ、今季最終戦の巨人が5-3で勝利し、1973年以来3年ぶりのセ・リーグ優勝[64]。
- 10月21日 - 沢村賞の選考が沢村賞選考委員会によって東京・水道橋の後楽園飯店にて12時より開かれ、広島の池谷公二郎が選出される[65]。
- 10月22日 - 広島の渡辺弘基が川崎球場での対大洋戦ダブルヘッダー25,26回戦二試合に登板し、これでシーズン73試合目となり、セ・リーグ最多登板記録を更新[66]。
- 10月25日 - ロッテの江藤慎一が東京・新宿の球団事務所を訪れ、球団代表の西垣徳男に対し体力の限界を理由に退団を申し入れ、球団もこれを了承[67]。

### 11月
- 11月2日 - 日本シリーズ第7戦が後楽園で行われ、阪急が4対2で巨人に勝利し、初めて日本シリーズで巨人を倒し2年連続の日本一[68]。
- 11月3日 - 1976年度のプロ野球セ・パ両リーグの最優秀選手、最優秀新人を決める記者投票の開票が11時から東京・銀座のコミッショナー事務局で行われ、最優秀選手はセが巨人の王貞治、パが阪急の山田久志、最優秀新人にセは中日の田尾安志、パは南海の藤田学が選出される[69]。
- 11月8日 - 中日と阪急は、島谷金二・稲葉光雄・大隅正人と森本潔・戸田善紀のトレードが成立したと発表[70]。
- 11月12日 - 大洋は午後、東京都千代田区の大洋漁業本社にて野球評論家の別当薫が新監督に就任したと発表[71]。
- 11月19日
  - プロ野球の新人選択会議が11時より東京・九段のホテルグランパレスの「ダイヤモンド・ルーム」にて行われる行[72]。
  - 日本ハムの新美敏・皆川康夫・鵜飼克雄・内田順三と広島の佐伯和司・宮本幸信・久保俊巳のトレードが成立したと両球団が発表[73]。
- 11月23日 - 中日は藤波行雄と竹田和史を球団事務所に呼び、クラウンの基満男とのトレードを通告するが、藤波は拒否する姿勢を見せた[74]。
- 11月30日 - 中日は江藤省三を名古屋市内の球団事務所に呼び、来季の戦力構想から外れていると通告。江藤は引退を表明[75]。

### 12月
- 12月3日 - 阪神の米田哲也が11時から大阪市梅田の球団事務所にて球団代表の長田陸夫と話合い、来季の構想から外れていることを理由に自由契約を通告される[76]。
- 12月6日 - 近鉄の芝池博明と中日の白滝政孝のトレードが成立したと両球団が発表[77]。
- 12月8日 - 近鉄の伊勢孝夫とヤクルトの益川満育のトレードを両球団が発表[78]。
- 12月11日 - 広島の永本裕章・川畑和人と阪急の正垣宏倫のトレードが成立したと両球団が発表[79]。
- 12月14日 - ロッテの木樽正明が球団事務所を訪れ球団代表の西垣徳男に対し体力的な限界を理由に今季限りでの現役引退を申し入れ了承される[80]。
- 12月15日 - ロッテの長谷川一夫・倉持明とクラウンの白仁天・安木祥二のトレードが成立したと両球団が発表[81]。
- 12月16日 - 中日の藤波行雄とクラウンの竹田和史・基満男のトレードは藤波がトレードに反対して取りやめとなり、代わりに竹田とクラウンの松林茂のトレードが成立したと両球団が発表[82]。
- 12月21日 - 中日はクラウンへのトレードを拒否した藤波行雄に対し、残留を認める代わりに春季キャンプの自費参加、公式戦第3節までの出場停止のペナルティを科したと発表[83]。

## 誕生

### 1月
- 1月3日 - 前田浩継
- 1月5日 - ケビン・ウィット
- 1月7日 - エリック・ガニエ
- 1月7日 - アルフォンソ・ソリアーノ
- 1月12日 - 古城茂幸
- 1月21日 - ロン・ライト
- 1月28日 - フアン・ムニス

### 2月
- 2月3日 - 金東柱
- 2月3日 - バート・ミアディッチ
- 2月9日 - 高須洋介
- 2月10日 - ランス・バークマン
- 2月13日 - 大村直之
- 2月13日 - 真木将樹

### 3月
- 3月4日 - ヒラム・ボカチカ
- 3月8日 - ライアン・フリール（+ 2012年）
- 3月8日 - フアン・エンカーナシオン
- 3月11日 - 三瀬幸司
- 3月15日 - 品田寛介
- 3月18日 - 大家友和
- 3月18日 - スコット・ポドセドニック
- 3月29日 - スコット・アッチソン
- 3月29日 - 曹竣揚

### 4月
- 4月10日 - 赤星憲広
- 4月11日 - 筒井正也
- 4月17日 - 遠藤竜志
- 4月19日 - 金村曉
- 4月20日 - 五島裕二
- 4月21日 - 福山龍太郎
- 4月29日 - 二岡智宏

### 5月
- 5月1日 - 橋本将
- 5月2日 - 山村宏樹
- 5月9日 - 英智
- 5月10日 - 藤本博史 (捕手)
- 5月12日 - 樋口龍美
- 5月12日 - 福井敬治
- 5月19日 - 紀田彰一
- 5月20日 - 里崎智也
- 5月22日 - 田村恵
- 5月24日 - ジェイソン・グラボースキー
- 5月26日 - 櫻井幸博

### 6月
- 6月1日 - 大村三郎
- 6月2日 - 原田健二
- 6月4日 - 林昌勇
- 6月8日 - 城島健司
- 6月8日 - 中野真博
- 6月8日 - 竜太郎
- 6月10日 - フレディ・ガルシア
- 6月10日 - 斉藤宜之
- 6月10日 - ビリー・マーチン (外野手)
- 6月11日 - 横山竜士
- 6月15日 - 矢野英司
- 6月16日 - 嶋重宣
- 6月18日 - ジェレミー・パウエル
- 6月18日 - 藤井彰人
- 6月20日 - カルロス・リー
- 6月24日 - 高橋薫
- 6月28日 - 遠藤良平
- 6月28日 - 憲史
- 6月29日 - オスマニー・ウルティア

### 7月
- 7月8日 - 柴田博之
- 7月11日 - 相川亮二
- 7月14日 - 福本誠
- 7月18日 - 田中宏和
- 7月23日 - 松修康
- 7月24日 - 小関竜也
- 7月26日 - 三輪敬司
- 7月27日 - 小山田保裕
- 7月27日 - 金城龍彦
- 7月29日 - 朝山東洋
- 7月29日 - 加藤謙如
- 7月29日 - 日里正義

### 8月
- 8月4日 - 福盛和男
- 8月11日 - 加藤竜人
- 8月12日 - 井本直樹
- 8月12日 - ルー・フォード
- 8月15日 - 飯島一彦
- 8月15日 - エンリケ・ラミレス
- 8月18日 - 李承燁
- 8月23日 - 小野仁
- 8月24日 - 宇高伸次
- 8月25日 - ペドロ・フェリシアーノ
- 8月27日 - 井場友和
- 8月27日 - 渡辺俊介

### 9月
- 9月1日 - 土肥義弘
- 9月6日 - 塩屋大輔
- 9月6日 - マイケル中村
- 9月10日 - 信原拓人
- 9月13日 - 大久保勝信
- 9月14日 - 本郷宏樹
- 9月16日 - 川井貴志
- 9月17日 - 中野渡進
- 9月20日 - 徳元敏
- 9月23日 - 松尾洋和
- 9月27日 - ジェイソン・フィリップス (捕手)

### 10月
- 10月4日 - 森笠繁
- 10月6日 - 嘉㔟敏弘
- 10月11日 - 山崎隆広
- 10月11日 - 坂原秀尚
- 10月19日 - マイケル・ヤング (内野手)
- 10月22日 - マイケル・バレット
- 10月31日 - 張泰山

### 11月
- 11月5日 - 本柳和也
- 11月7日 - レス・ウォーランド
- 11月10日 - 河端龍
- 11月11日 - ジェイソン・グリーリ
- 11月12日 - リンゼイ・グーリン
- 11月29日 - 小笠原孝

### 12月
- 12月1日 - 許銘傑
- 12月3日 - ゲーリー・グローバー
- 12月4日 - 愛敬尚史
- 12月4日 - 草野大輔
- 12月16日 - 井上紘一
- 12月16日 - マット・キニー
- 12月17日 - 伊藤剛
- 12月22日 - ウェス・オーバーミューラー
- 12月28日 - 井戸伸年
- 12月28日 - 福原忍
- 12月29日 - 福川将和
- 12月30日 - A.J.ピアジンスキー
- 12月30日 - ブラッド・ボイルズ

## 死去
- 3月12日 - 天知俊一（* 1903年）
- 3月22日 - 山口政信（* 1916年）
- 3月30日 - 原田督三（* 1919年）
- 5月23日 - 徳網茂（* 1924年）
- 6月10日 - 佐野誠三（* 1920年）
- 6月16日 - 井野川利春（* 1908年）
- 9月22日 - 亀田忠（* 1912年）
- 11月19日 - 高橋吉雄（* 1908年）